# بوستان جنگلی بی‌بی یانلو
بوستان جنگلی بی‌بی یانلو یکی از مناطق نمونه گردشگری آستارا واقع در روستای بی‌بی یانلو به وسعت ۱۵۱۲ هکتار، جزء جنگل‌های هیرکانی غربی و جنگل هلی میان بند محسوب می‌شود، که در ضلع جنوب غربی و در فاصله ۵ کیلومتری آستارا واقع شده‌است. بوستان مذکور دارای جاذبه‌های طبیعی زیبا و خاصی می‌باشد که علاوه بر تنوع فراوان رویشگاه‌های جنگلی و جانوری آن، وجود چندین دره با دامنه‌های پوشیده از جنگل و چندین قله به عنوان سیمای ویژه و بدیع و چشم‌انداز منحصر به فرد و جالب توجه‌ای ایجاد کرده، در هر زمانی از سال مشتاقان زیادی را به خود جلب می‌نماید.
۴۰ هزار هکتار از مساحت شهرستان آستارا را مناطق جنگلی تشکیل می‌دهد که در بوستان جنگلی بی بی یانلو انواع گونه‌های جنگلی از قبیل بلوط، راش، توسکا، ممرز، نمدار، ملج، لیلکی، انجیلی، آزاد، افرا، گردو، لرگ، خرمندی، داغداغان، شیردار، گیلاس وحشی، فندق، شمشاد جنگلی، شب خسب، ون و بارانک به چشم می‌خورد.